# Albert Demuyter
Albert Ernest Demuyter (Elsene, 31 maart 1925 - Brussel, 7 september 2011) was een Belgisch politicus voor de PRL, waaronder burgemeester en minister.

## Levensloop
Hij was een zoon van de liberale volksvertegenwoordiger en piloot/ballonvaarder Ernest Demuyter (1893-1963). Beroepshalve werd hij bestuurder van vennootschappen. Hij trouwde met Lydia Vanden Berghe (1927-2015).
Als jongen van vijftien trad hij, tijdens de Tweede Wereldoorlog, toe tot het Verzet, meer bepaald tot de sluikpers. Hij was koerier van zijn vader die het netwerk 'Pro Belgica' leidde. Hij werd opgepakt en belandde in de gevangenis, waar hij verbleef van 1943 tot 1944. Na zijn vrijlating trad hij toe tot het gewapend verzet en na de Bevrijding werd hij oorlogsvrijwilliger bij de Royal Navy. Na de oorlog werd hij actief bij de Liberale jongeren. Ook was hij privésecretaris van de liberale minister Auguste Buisseret, toen die tussen 1954 en 1958 de portefeuille Koloniën beheerde.
In 1952 werd hij voor de Liberale Partij verkozen tot gemeenteraadslid van Elsene. Van 1965 tot 1973 was hij er schepen van openbare werken en daarna werd hij burgemeester van de gemeente, een ambt dat hij bleef bekleden tot in 1993.
Als vertegenwoordiger van de PLP was Demuyter van 1965 tot 1968 voor het arrondissement Brussel lid van de Kamer van volksvertegenwoordigers en zetelde hij daarna van 1968 tot 1987 in de Belgische Senaat: van 1968 tot 1974 en van 1977 tot 1987 als rechtstreeks gekozen senator voor het arrondissement Brussel en van 1974 tot 1977 als provinciaal senator voor Brabant. 
Binnen de Brusselse PLP-federatie gold Demuyter aan het einde van de jaren 1960 als een sterke verdediger van de belangen van de Franstaligen in de Brusselse agglomeratie en de Brusselse Rand en was hij een voorstander van een aanhechting van de Brusselse randgemeenten bij de Brusselse agglomeratie. Nadat de Vlaamse liberalen in juni 1970 in de Senaat een wetsontwerp hadden goedgekeurd waarin de Brusselse agglomeratie grondwettelijk werd beperkt tot 19 gemeenten, dat hierdoor tot groot ongenoegen van de Franstalige Brusselaars binnen de PLP de benodigde tweederdemeerderheid had behaald, was hij een van de drijvende krachten achter de beslissing van de Brusselse federatie om zich autonoom op te stellen ten opzichte van de nationale partijleiding. Demuyter werd daarop verkozen tot voorzitter van de Brusselse federatie van de PLP, tot hij in november 1970 wegens aanhoudende interne strubbelingen ontslag nam. In januari 1973 knipte de Brusselse federatie van de PLP haar banden met de Vlaamse en Waalse liberalen volledig door en richtten de Franstalige Brusselaars de Parti Libéral Démocrate et Pluraliste (PLDP) op, in 1974 herdoopt tot Parti Libéral Bruxellois (PL), waarvan ook Demuyter deel uitmaakte. In 1979 besloot de PL om met de Waalse liberalen van de PRLW besprekingen aan te vatten die tot een samensmelting moesten leiden en maakte Demuyter deel uit van de onderhandelingsdelegatie van de Brusselse liberalen. De PL en de PRLW fuseerden na deze onderhandelingen tot de Parti Réformateur Libéral (PRL), waarna de autonome structuren van de Brusselse liberalen werden opgeheven.
Toen de PRL een jaar later toetrad tot de regering-Martens III was Demuyter van mei tot oktober 1980 staatssecretaris voor de Franse Gemeenschap. Van 1981 tot 1983 bekleedde hij in de regering-Martens V de functie van minister van het Brussels Gewest en Middenstand 
In het voetspoor van zijn vader was hij zeer geïnteresseerd in luchtvaart, vooral in het varen met luchtballons.
Het sportcentrum van de gemeente Elsene draagt zijn naam. Er werd ook een Stichting Lydia en Albert Demuyter opgericht, als vereniging zonder winstoogmerk.